# 웃긴대학
웃긴대학(약칭:웃대)은 유머를 중심 주제로 하는 대한민국의 온라인 커뮤니티이다. 최초에는 '유머시티'라는 개인 홈페이지로 시작하였으나 1999년 후반경 '웃긴대학'으로 이름을 바꾸어 서비스하기 시작하였고 그 이름이 현재까지 이르고 있다.

## 게시판
웃긴대학의 게시판은 크게 5개로 나뉜다.

### 유머
초기의 유머 게시판은 순수한 유머를 위해 태어났지만, 현재에는 웃긴유머, 웃긴자료, 웃대 Poll, 따뜻한글 등이 혼합된 형태로 비중이 점점 웃긴자료에 쏠리고 있다.
웃긴자료는 점점 처음의 취지에 벗어나고있다.
- 웃긴유머 - 자신이 겪은 유머스러운 일을 산문 형식으로 올리는 곳이다.
- 웃긴자료 - 그림 자료 중 웃긴 그림들을 모아 놓은 형식이다. 여기서 ‘웃긴자료’와 ‘대기자료’로 나뉘는데, 대기 자료에서 글을 올려 추천 수가 반대 수보다 40 이상이면 자동으로 웃긴 자료 게시판으로 이동한다. 특히 야한 자료를 올리는 행위, 소위 '달리다'라는 행위를 자주 목격하게 된다. 달리는 글은 여러 가지 유형으로 나누어지는데 야한 그림을 올리는 행위, 특정 성인 사이트 주소를 게재하는 행위 등이 있다. ‘달리는’ 행위는 몇 년 전부터 고질적인 문제로 자리잡고 있어서 운영진이 이를 근절하기 위해 휴대전화 인증 제도 도입과 사이버 수사대 신고조치 등 다양한 대책을 강구하였다. 하지만, 현재에는 중복게시글이나 달리는자료, 연예인 Poll같은 것이 원래의 목적과 다르게 변하는 주객전도가 일어나고 있다.
- 지식KIN - 질문자가 질문을 하면 우스운 사진이나 글로 답변을 하는 곳이다. 웃긴자료 게시판과 마찬가지로 ‘지식KIN’과 ‘지식OTL’로 나뉘며, 지식OTL에서 글을 올려 추천 수를 많이 받으면 지식KIN으로 이동된다.
- 왁자지껄 - 활동이 뜸해진 자유게시판이다.
- 웃대 Poll - 웃긴대학 유저들의 생각을 반영하는 투표 기사판이다. 아이돌, vs놀이나  능력 관련 투표가 90% 이상을 차지한다.
- 통계청 - 웃대 Poll과 비슷한 형태지만 자세한 수치로 표현할 수 있는 곳이다. 하지만 최대치가 100이어서 광범위한 질문에는 무리가 따른다.

### 창작대학
- 웃대툰 - 그림낙서 게시판과는 달리 만화를 올리는 곳이다. ‘웃대툰’과 ‘신예툰’으로 나뉘며 신예툰에서 추천을 많이 받은 작품은 웃대툰으로 이동한다.
- 그림낙서 - 그림 그리기 툴을 이용하여 그림을 그리는 게시판이다.
- 따뜻한글 - 유머사이트의 성격에 맞지 않는 슬프거나 감동적인 이야기를 올리는 게시판이다. 현재에는 일부 게시글들이 웃긴자료로 넘어가고 있다.
- 웃대대문 - 웃긴대학을 입력하면 제일 먼저 나오는 웃대의 대문을 그리는 곳이다. 주로 추천수가 제일 많은 것이 대문이 된다.
- 웃대소설 - 소설을 쓰는 곳이다. 하지만 야한 소설이 올라올 때면 폭주가 되어서 게시판이 켜지지 않을 때가 있다.
- 공포 - 무서운 글이 올라오는 곳이다.

### 참여대학
- 기부/봉사 게시판 - 기부나 봉사에 대한 인증, 질문 등을 올리는 게시판이다.

### 웃대휴게실
- 여대사진 - 웃대 여성 유저들의 사진을 올리는 게시판이다. 하지만 남성 유저가 사진을 올리는 일이 생겼고 이가 문제가 되자 웃대 관리자(총장)가 직접 공지를 올려 남성 유저들의 사진 게시를 허락했다.[1]
- 웃대뽑기 - 하루의 운세를 점치는 곳이지만, 현재에는 거의 대다수의 유저 운세가 장난으로 써진다.
- 웃대배틀 - 게시판 이름에 배틀이 쓰여있지만, 실제로 싸우는 것이 아니라 게임같은 것을 하며 승패를 결정하는 곳이다.
- 사물함 PR - 자기 사물함을 광고와 비슷한 홍보를 하는 곳이다.

### 테마게시판
- 웃대학과 - 포털사이트의 인터넷 카페와 비슷한 개념의 서비스이다.

다음은 웃대학과의 예이다.
- 드라마
- 게임
- 만화
- 무협
- 판타지
- 스포츠
- 음악|자작곡
- 군대
- 솔로|염장
- 컴퓨터
- 초자연현상
- 동물대학
- 자동차
- SNS
- 고민
- 영화
- 유학
- 추억
- 프로그래밍
- 공감
- 휴대폰
- 직장|백수
- 월드컵

이 외에도 여러가지가 있다.
마지막으로 웃대 서비스가 있지만, 회원들이 활동을 하는 곳이 아니라서 생략한다.

## 사라진 게시판
- 웃대특검 - 시사나 사회문제에 관해 토론하는 곳이다.
- 웃대이슈
- 칼이쓰마 - 인터넷에서는 유명했던 칼이쓰마의 전용 게시판이라 보면 된다.
- 생방송모바일 - 핸드폰 문자로 대화하는 게시판이다.
- 웃동이 - 기타 소재를 업로드하는 게시판이다.

## 웃대에서 사용되는 말들
- 첫코: '첫 번째+코멘트'라는 형식으로 생긴 말. 첫 번째로 리플을 다는 사람을 말한다. (두 번째 댓글은 두코, 세 번째는 세코.. 이런 식으로 이어지기도 한다.) 그러나 대기자료에도 댓글을 달게 될 수 있어서 이 단어를 쓰는 비율은 줄어들었다.
- 리플러: 덧글(리플)을 다는 사람을 가리켜 부르는 말
- 댓글을 한 덧글 아래에 별도로 달리는 댓글로 답하는 형식으로 리플을 달 수 있다.
- 창작커: 창작자료를 생산하는 사람을 일컫는 말, '창작'에 '~er'을 붙여서 생긴 표현이다.
- 자료 셔틀: 창작자료는 안 올리고 재밌는 자료를 퍼오면서 '웃긴자료'에 입성하는 사람들을 칭한다.
- 답베: 댓글에 추천, 비추천을 할 수 있는 방식이 있는데. '추천수'가 많으면 댓글란의 가장 위쪽에 빨간 글씨로 등록된다. 재밌는 댓글을 달도록 유도한 것이 운영자 측의 의도였으나, '나 올리면 오늘 ~한다' 같은 저속한 댓글로 추천 유도를 하는 저연령층이 있다.
- 날 올려: 웃대인들이 자주 쓰는 이말은 날 베플로 올려라는 말 (답글 베스트는 덧글의 가장 위에 있다)
- 치이익- 여기는 정상 더 이상 오를 곳은 없다: MBC 예능프로그램 무한도전의 하하가 했던 말을 자주 인용, 패러디하며 사용하고 베스트 답글에 오르던 때가 있었다. (2008년)
- 이미지 올리지 말아라: '그림낙서' 게시판에서 사용되는 말. 실사를 보고 그린 그림을 보고 '그림이 마치 진짜 사진 같다!'라는 감탄을 돌려말하는 방식. 가끔 진심으로 받아들여져서 '프로그램 써서 이미지 올리지 마라!'라는 말로 전해지기도 해 다툼이 생긴 적도 있다.
- ㅈㅇ: 제목짓기 게시판에 올리는 게시물들에 주로 쓰이는 제목. '(제목) 지어'의 자음만을 딴 말이다.

## 사건 및 사고
- 파맛 첵스 사건 - 영어권 국가에서 있었던 제다이 인구 조사 현상과 비슷한 사건으로, 2004년 12월 1일부터 12월 31일까지 진행된 첵스초코 관련 투표 이벤트에서 이 사이트 유저들이 파맛 첵스를 지지하는 바람에, 진짜로 파맛 첵스를 발매할 뻔했던 사건이었다. 그러나 농심켈로그는 네티즌 한 명이 하루에 한 표 이상 던지지 못하도록 되어 있었으나, 실제로는 참가자 가운데 204명이 무려 4만 7천여 표를 행사한 것으로 나타나 결과의 신빙성이 의심스럽다는 이유로 발매하지 않았다.[2] 이후 일본 켈로그에서 초코와 와사비 시리얼 투표를 실시하여 2ch에서 와사비에 투표를 한 적이 있다.[3] 하지만 농심켈로그는 2020년에 첵스 파맛이라는 한정판 시리얼을 출시하게 된다.

- 웃대·구글 공방사건 - 이 사건은 웃대가 부정클릭을 하지 않았다고 주장하였으나, ‘자동 프로그램을 통한 부정 클릭이 포착됐다’는 이유로 웃긴대학의 키워드 광고를 일방적으로 폐쇄하는 사건이 있었다. 이로 인해 적립된 금액을 받지 못하자, 웃긴대학은 공정거래위원회에 약관조항 심사를 요청했고 결국 2007년 2월 26일에 구글이 애드센스 약관을 수정하라는 명령을 받은 사건이다.[4] 그 당시에는 "구글 총장 돈 뱉어라"라는 말이 유행어처럼 퍼졌다고 한다. 소송에서 승소한 웃대는 2009년 9월 22일, 구글은 웃대에게 1만 7천여 달러를 주는 것으로 조정합의 되었다.

- 가짜 덮녀 어머니 사건 - 2005년 초부터 한 여성이 벤치에 앉아 있는 사진에 ‘추천 안 해 주면 덮친다. 저번에 안 한 오빠들 각오해’라는 문구를 적어 놓은 합성사진이 추천 구걸용 짤로 인기를 끌다가 어느 날 자신을 여성의 어머니라고 밝힌 사람이 게시판에 상세한 사연을 이야기하며 더 이상 그녀의 사진을 짤방으로 사용하지 말아 달라는 호소문을 올렸다. 이에 다른 유저들은 물론이고 운영진까지 나서서 공개 사과를 하기에 이른다. 그러나 다음 날 해당 글은 거짓으로 판명되었고 이로 인해 많은 유저들의 분쟁을 유발하게 되었다. 그리고 이 사건은 인터넷 뉴스에까지 실릴 만큼 큰 파장을 몰고 왔으며, 웃대의 관리자들이 웃긴자료 및 대기자료 게시판에서 특히 짤방 부분의 관리를 더 엄격하게 하는 계기가 되었다.[5]

- 엄마 안티 카페 폐쇄 사건 - 2009년 7월 27일 정오 '굴착꾼시몬'이라는 웃긴대학 네티즌이 웃긴자료에 '엄마 안티 카페'라는 한국의 포털사이트 '네이버'의 카페를 폐쇄시키자는 게시글이 올라왔다. 웃긴대학의 네티즌은 '엄마 안티 카페'가 사회적인 부패현상을 가져올 것이라는 여론이 형성되면서 '엄마 안티 카페'에 가입한 후 수많은 비난과 비판게시글을 올림으로써 결국 '엄마 안티 카페'는 2009년 7월 27일 폐쇄되었다. 그리고 '엄마 안티 카페'의 운영자는 자신의 블로그를 닫음으로써 웃긴대학 네티즌들의 비난공세를 면했다. 후에 이 사건이 한 포털사이트의 인터넷 신문에 오르자 네티즌들은 '부모를 욕할 만큼 불행한 가정에서 살아가는 아이들을 이해할 줄 알아야 한다'라는 의견들이 많은 추천수를 받아 웃긴대학의 네티즌들과는 다른 여론이 형성되었다.[6]

- 남녀사진 게시판 조리돌림 사건 - 2018년 11월 초에 특정 게시판의 유저들과 관리자와의 부패가 수면 위로 올라왔던 사건이며, 이 사건으로 인해 수많은 유저가 탈퇴했으며 운영진의 태도 또한 급변했다.

## 기타
- 웃긴대학은 아이콘 등 일부 서비스를 유료로 이용하게 되는데, 유료 서비스는 충전식 사이버 머니를 이용한다. 초기에는 ‘캐쉬’라는 이름으로 불리었으나, 2007년 개편 이후 싸이월드의 도토리와 비슷한 ‘개념’이라는 이름으로 변경되었다.[7] 개념은 1포인트당 100원이다. 아이콘과 아바타, 사물함(싸이월드의 미니홈피와 비슷함) 등을 꾸미는 데 이 개념을 사용한다는 것에서도 싸이월드와 닮았다.

## 참고
1. ↑  http://web.humoruniv.com/board/humor/read.html?table=board_notice&pg=0&number=916
2. ↑  네티즌 '장난투표'로 '파맛 시리얼' 나올판 - 연합뉴스, 2004년 12월 6일
3. ↑  日 네티즌 투표로 '고추냉이 맛 시리얼' 나올까…'파맛첵스' 재현[깨진 링크(과거 내용 찾기)]. 뉴스1 눈TV
4. ↑  구글 불공정약관 철퇴..관련업체 "환영"
5. ↑  인터넷언론 線 넘었다
6. ↑  <인터넷에선 무슨일이>‘어머니’는 타락?… 엄마 안티카페 ‘충격’
7. ↑  웃대캐시가 개념으로 다시태어납니다. - 웃긴대학 공지사항